# Spermophorides caesaris
Spermophorides caesaris là một loài nhện trong họ Pholcidae. Loài này có ở quần đảo Canaria.